# Monumenti culturali religiosi dell'Albania
I monumenti culturali religiosi d’Albania (albanese: Objekte fetare me statusin Monument Kulture) sono edifici di culto in Albania riconosciuti dal governo e dal ministero della Cultura quali monumenti di massima importanza per la cultura religiosa della nazione. Tra loro ci sono moschee, chiese e monasteri. Nel 2010 l’elenco aveva superato i duecento luoghi.

## Prefettura di Berat
| Immagine | Nome                                       | Luogo     | Inserimento |
| -------- | ------------------------------------------ | --------- | ----------- |
|          | Cattedrale della Dormizione di Santa Maria | Berat     | 1948        |
|          | Chiesa della Santa Trinità                 | Berat     | 1948        |
|          | Chiesa di San Michele                      | Berat     | 1948        |
|          | Chiesa di santa Maria delle Blacherne      | Berat     | 1948        |
|          | Chiesa di San Teodoro                      | Berat     | 1948        |
|          | Moschea del Re                             | Berat     | 1948        |
|          | Moschea Rossa                              | Berat     | 1961        |
|          | Moschea Bianca                             | Berat     | 1961        |
|          | Moschea degli Scapoli                      | Berat     | 1961        |
|          | Moschea di Piombo                          | Berat     |             |
|          | Moschea Hysen Pasha                        | Berat     |             |
|          | Moschea Telelka                            | Berat     |             |
|          | Halveti Teqe                               | Berat     |             |
|          | Rüfai Teqe                                 | Berat     |             |
|          | Chiesa della Annunciazione                 | Kozare    |             |
|          | Chiesa di San Demetrio                     | Velabisht |             |
|          | Chiesa di santa Maria                      | Sinjë     | 1948        |
|          | Chiesa di san Nicola                       | Perondi   | 1963        |
|          | Chiesa di san Demetrio                     | Poliçan   | 1977        |

## Prefettura di Dibër
| Immagine | Nome                 | Luogo     | Inserimento |
| -------- | -------------------- | --------- | ----------- |
|          | Moschea di Allajbegi | Burim     |             |
|          | Kuvend di Dukagjin   | Dukagjin  |             |
|          | Halveti Teqe         | Herebel   |             |
|          | Chiesa del Salvatore | Herebel   |             |
|          | Chiesa del Salvatore | Maqellarë |             |
|          | Tekke di Martanesh   | Martanesh |             |

## Prefettura di Durazzo
| Immagine | Nome                    | Luogo      | Inserimento |
| -------- | ----------------------- | ---------- | ----------- |
|          | Basilica di Gjuricaj    | Durazzo    |             |
|          | Moschea Fatih           | Durazzo    |             |
|          | Basilica di San Michele | Arapaj     |             |
|          | Chiesa di san’Antonio   | Capo Rodon |             |
|          | moschea Bazar           | Kruja      |             |
|          | Rovine                  | Kruja      |             |
|          | Tekke di Dollmë         | Kruja      |             |
|          | Chiesa di santa Maria   | Kruja      |             |

## Prefettura di Elbasan
| Immagine | Nome                           | Luogo       | Inserimento |
| -------- | ------------------------------ | ----------- | ----------- |
|          | Basilica sulla collina di Tepe | Elbasan     |             |
|          | Moschea del Re (Elbasan)       | Elbasan     | 1948        |
|          | Namazgjah                      | Elbasan     | 1980        |
|          | Moschea Naziresha              | Elbasan     | 1948        |
|          | Chiesa di santa Maria          | Elbasan     | 1963        |
|          | rovine                         | Elbasan     | 1973        |
|          | rovine                         | Belsh       |             |
|          | chiesa di Grabovë              | Grabovë     |             |
|          | rovine                         | Gracen      |             |
|          | Chiesa dell’Annunciazione      | Shirgjan    |             |
|          | moschea Orologio               | Peqin       |             |
|          | rovine                         | Selvias     |             |
|          | Chiesa di San Nuicola          | Shelcan     | 1948        |
|          | Chiesa di san Jovan Vladimir   | Bradashesh  | 1948        |
|          | Chiesa di Qafthanë             | Rrajcë      | 1948        |
|          | Chiesa rupestre di Qafthanë    | Rrajcë      |             |
|          | Chiesa di Santa Parasceva      | Gjinar 1963 |             |

## Prefettura di Fier
| Immagine | Nome                           | Luogo     | Inserimento |
| -------- | ------------------------------ | --------- | ----------- |
|          | monastero di Ardenica          | Kolonjë   |             |
|          | Basilica di Ballsh             | Ballsh    |             |
|          | Chiesa di santa Aaria          | Byllis    |             |
|          | Antica basilicas di Byllis     | Byllis    |             |
|          | Chiesa di santa Parasceva      | Dermenas  | 1979        |
|          | Chiesa di San Teodoro          | Krutje    |             |
|          | Chiesa di Sant’Atanasio        | Rremas    |             |
|          | Chiesa dei santi Cosma e Maria | Kolkondas |             |
|          | Chiesa di San Nicola           | Krutje    |             |
|          | Chiesa di San Nicola           | Kurjan    |             |
|          | Chiesa di San Giorgio          | Libofshë  |             |
|          | Monastero di Santa Maria       | Dermenas  |             |
|          | Chiesa di San Giorgio          | Strum     |             |
|          | Chiesa di San Nicola           | Allkaj    |             |
|          | Chiesa di San Nicola           | Libofshë  |             |

## Prefettura di Argirocastro
| Immagine | Nome                                           | Luogo              | Inserimento |
| -------- | ---------------------------------------------- | ------------------ | ----------- |
|          | Chiesa della Trasfigurazione                   | Argirocastro       | 1963        |
|          | Chiesa di San Michele                          | Argirocastro       |             |
|          | Moschea Teqe                                   | Argirocastro       |             |
|          | Tekke Zal                                      | Argirocastro       |             |
|          | Chiesa di santa Parasceva                      | Përmet             | 1963        |
|          | Tekke of Frashër                               | Përmet             |             |
|          | Chiesa di santa Maria                          | Petran             |             |
|          | Chiesa di sant’Elia                            | Qendër Piskovë     |             |
|          | Chiesa e monastero della santa Trasfigurazione | Pogon              |             |
|          | rovine di chiesa                               | Dashaj në Stanajt  |             |
|          | Chiesa di santa Maria                          | Derviçan           |             |
|          | Chiesa di sant’Anna                            | Derviçan           |             |
|          | Monastero dei santi Quirico e Giulitta         | Dhuvjan            | 1963        |
|          | Chiesa di san Nicola                           | Dhuvjan            |             |
|          | Monastero di santa Maria                       | Goranxi            |             |
|          | basilica paleocristiana                        | Goricë             |             |
|          | Chiesa di santa Parasceva                      | Pogon              |             |
|          | Chiesa dei santi Apostoli                      | Hoshtevë           |             |
|          | Chiesa e monastero di sant’Elia                | Jorgucat           |             |
|          | Chiesa e monastero di santa Maria              | Koshovicë          |             |
|          | Chiesa di santa Maria                          | Kosinë             |             |
|          | Chiesa di santa Maria                          | Labovë e Kryqit    |             |
|          | Chiesa di santa Maria                          | Leusë              |             |
|          | Chiesa e monastero della Transfigurazione      | Mingul             |             |
|          | Chiesa di san Michele                          | Mingul             |             |
|          | Monastero paleocristiano                       | Nepravishtë        |             |
|          | Monastero e chiesa di San Michele              | Nivan              |             |
|          | Chiesa di san Giorgio                          | Nokovë             |             |
|          | Chiesa di santa Maria                          | Okdunan            |             |
|          | Chiesa e monastero della santa Trinità         | Pepel              |             |
|          | Chiesa di santa Maria                          | Peshkëpi e Sipërme |             |
|          | Chiesa di sant’Atanasio                        | Poliçan            |             |
|          | Chiesa di San Nicola                           | Saraqinisht        |             |
|          | Chiesa di santa Parasceva                      | Selckë             |             |
|          | Chiesa di sant’Atanasio                        | Selo               |             |
|          | Chiesa di santa Maria                          | Seran              |             |
|          | Chiesa di santa Maria                          | Skore              |             |
|          | Chiesa della Dormizione                        | Sopik              | 1963        |
|          | Chiesa di sant’Elia                            | Sopik              |             |

## Prefettura di Coriza
| Immagine | Nome                               | Luogo      | Inserimento |
| -------- | ---------------------------------- | ---------- | ----------- |
|          | Moschea Iljaz Mirahori             | Coriza     | 1948        |
|          | Monastero di San Giovanni Battista | Moscopoli  |             |
|          | Chiesa di Sant'Atanasio            | Moscopoli  |             |
|          | Chiesa di Sant'Elia                | Moscopoli  |             |
|          | Chiesa di San Michele              | Moscopoli  | 1948        |
|          | Chiesa di Santa Maria              | Moscopoli  |             |
|          | Chiesa di San Nicola               | Moscopoli  | 1948        |
|          | Chiesa di san Demetrio             | Tuminec    |             |
|          | Chiesa di santa Maria              | Tuminec    |             |
|          | Chiesa di san Giovanni             | Boboshticë |             |
|          | Chiesa di San Demetrio             | Boboshticë |             |
|          | Chiesa di san Giorgio              | Dardhë     | 1970        |
|          | Chiesa della Santa Trinità         | Lekas      | 1963        |
|          | chiesa paleocristiana              | Lin        |             |
|          | chiesa bizantina                   | Lin        |             |
|          | Monastero di Santa Maria           | Llëngë     |             |
|          | Chiesa e monastero di Santa Maria  | Lubonjë    |             |
|          | Chiesa di Santa Maria              | Maligrad   |             |
|          | Chiesa della Resurrezione          | Mborje     |             |
|          | Chiesa di san Giorgio              | Shipckë    |             |
|          | Monastero di Santa Maria           | Vithkuq    |             |
|          | Chiesa di San Michele              | Vithkuq    |             |

## Prefettura di Kukës
| Immagine | Nome            | Luogo          | Inserimento |
| -------- | --------------- | -------------- | ----------- |
|          | Chiesa di Ancit | Fierzë (Kukës) |             |